# Яськовиці (Ключборський повіт)
Яськовиці (пол. Jaśkowice, нім. Jaschkowitz) — село в Польщі, у гміні Бичина Ключборського повіту Опольського воєводства.
Населення — 264 особи (2011).
У 1975-1998 роках село належало до Опольського воєводства.

## Демографія
Демографічна структура станом на 31 березня 2011 року:
|          | Загалом | Допрацездатний вік | Працездатний вік | Постпрацездатний вік |
| -------- | ------- | ------------------ | ---------------- | -------------------- |
| Чоловіки | 123     | 30                 | 70               | 23                   |
| Жінки    | 141     | 34                 | 75               | 32                   |
| Разом    | 264     | 64                 | 145              | 55                   |